# 福伊爾施泰因山 (斯圖拜阿爾卑斯山脈)
46°58′22″N 11°14′29″E / 46.97278°N 11.24139°E

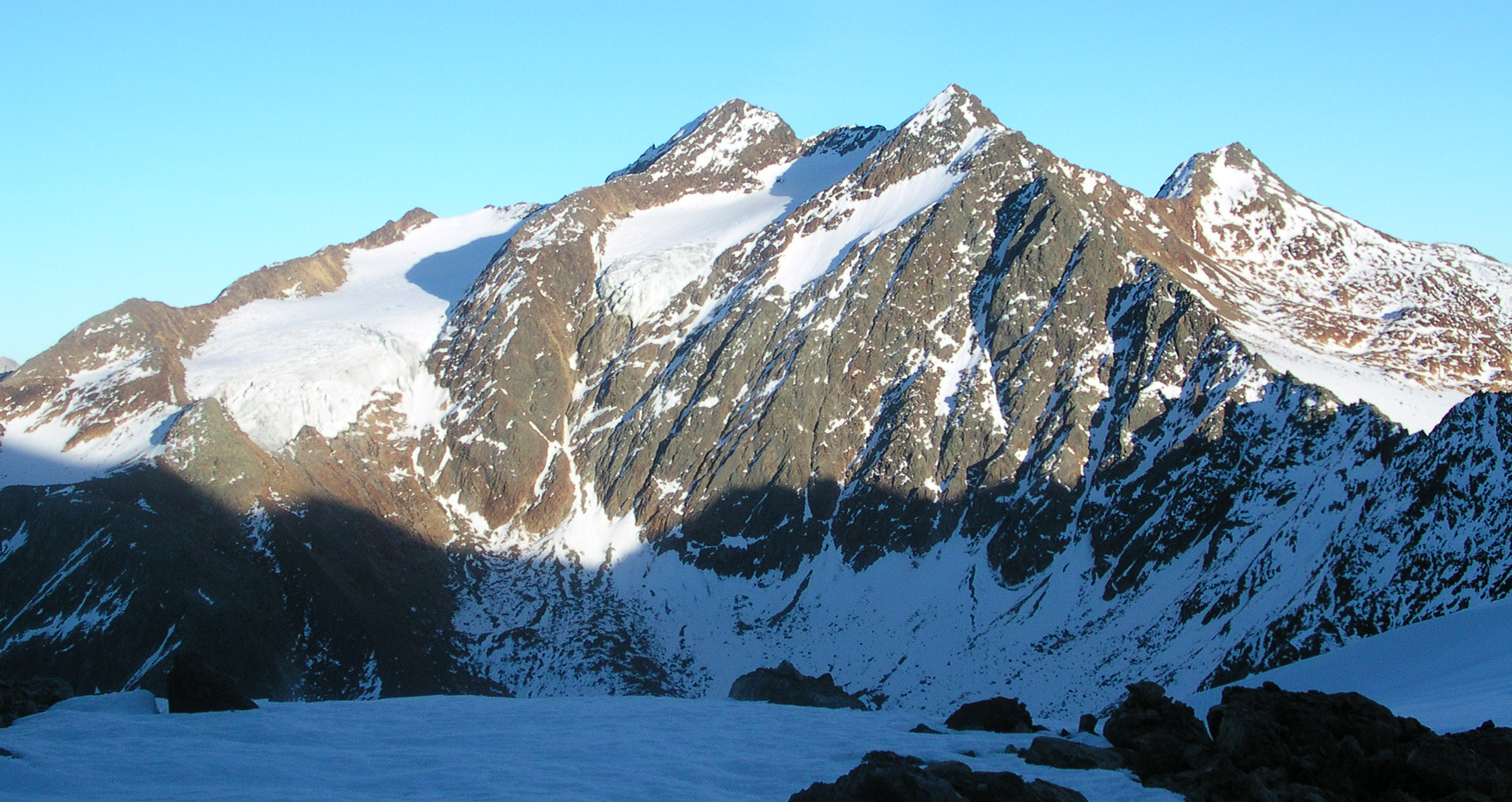

福伊爾施泰因山（德語：Feuerstein），是南歐的山峰，位於奥地利和意大利接壤的邊境，屬於斯圖拜阿爾卑斯山脈的一部分，海拔高度3,268米，人類在1855年首次登頂。